# 瑪麗亞·拉西茨克涅

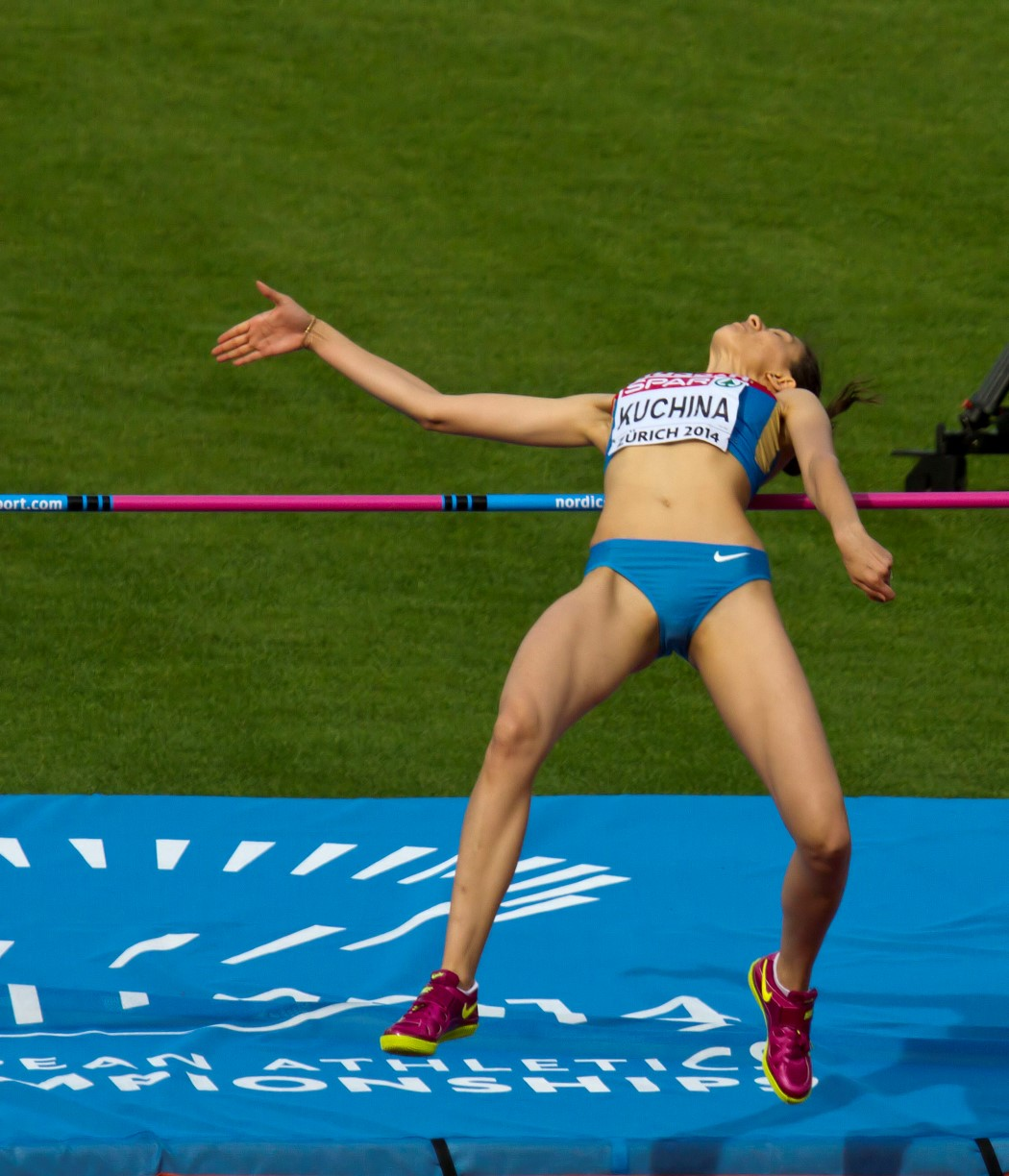
2014年

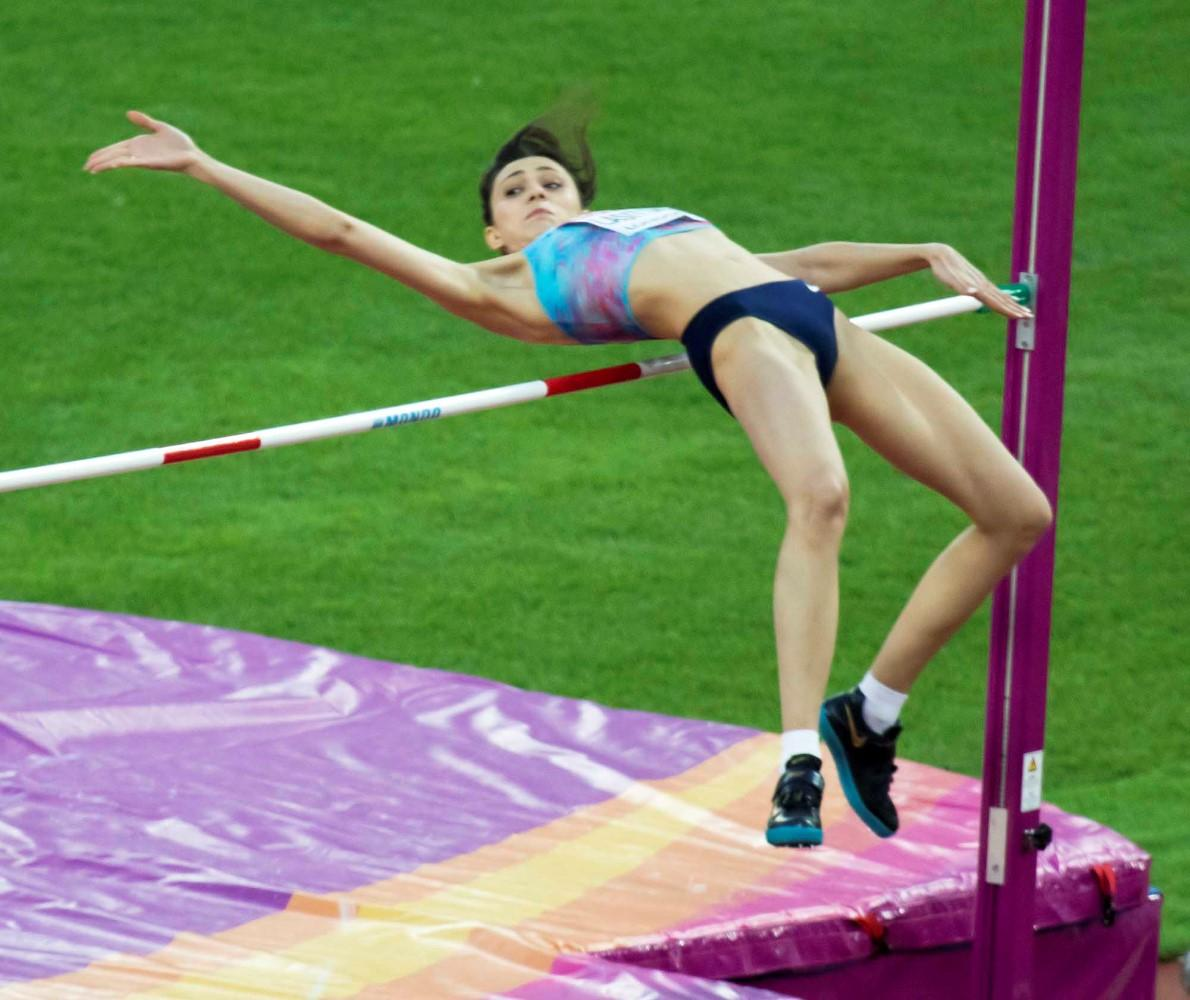
2017年

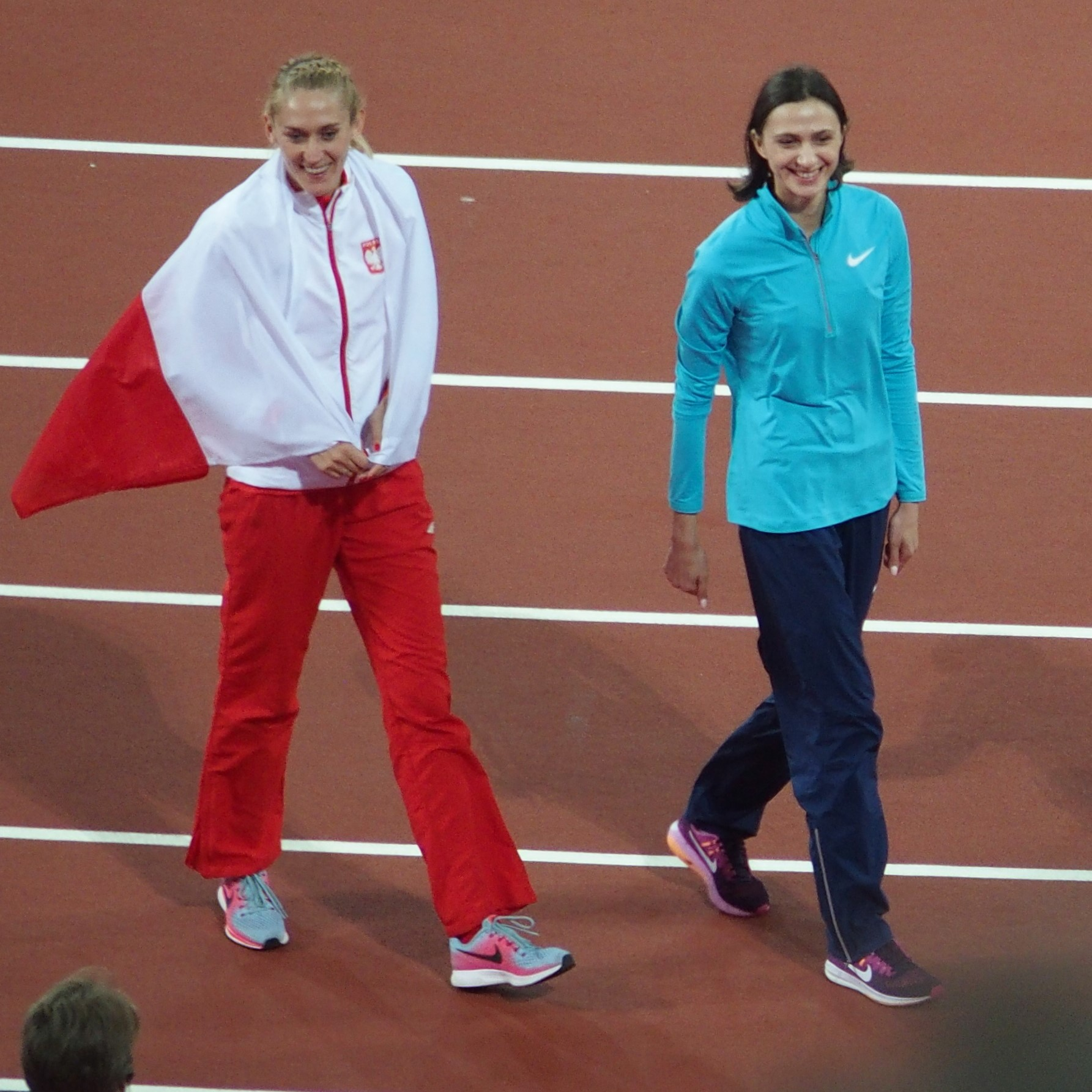
2017年

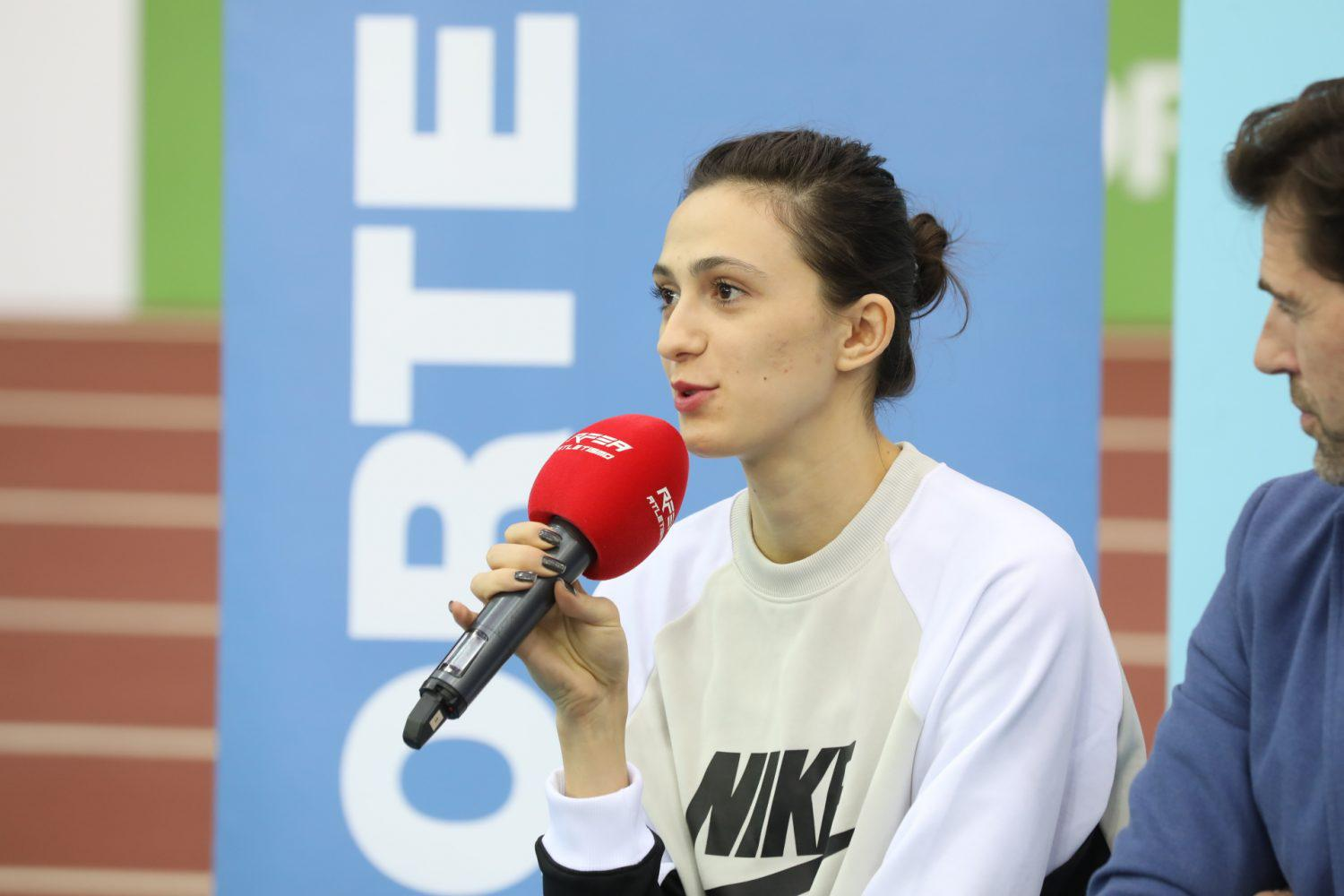
2018年

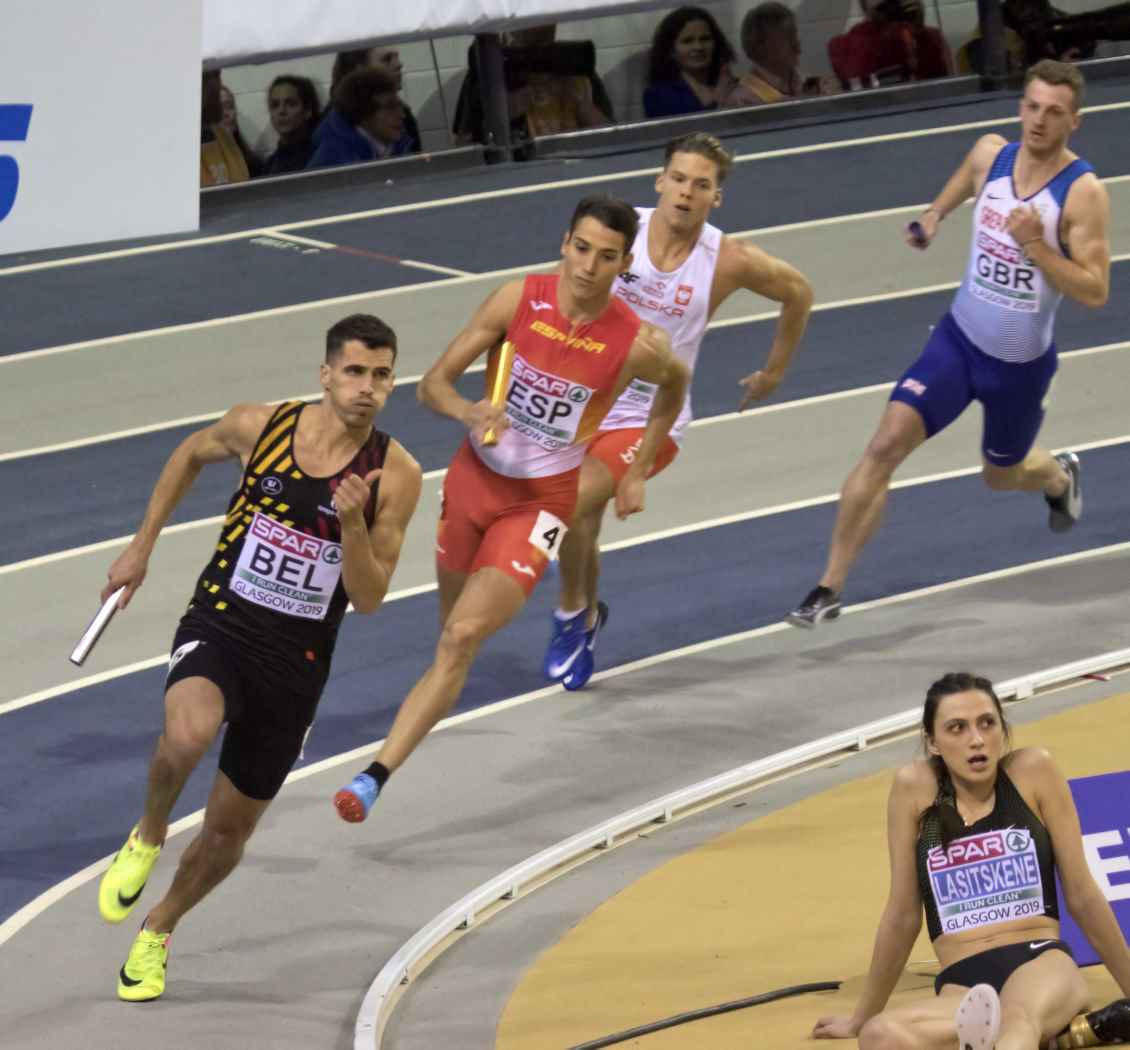
2019年

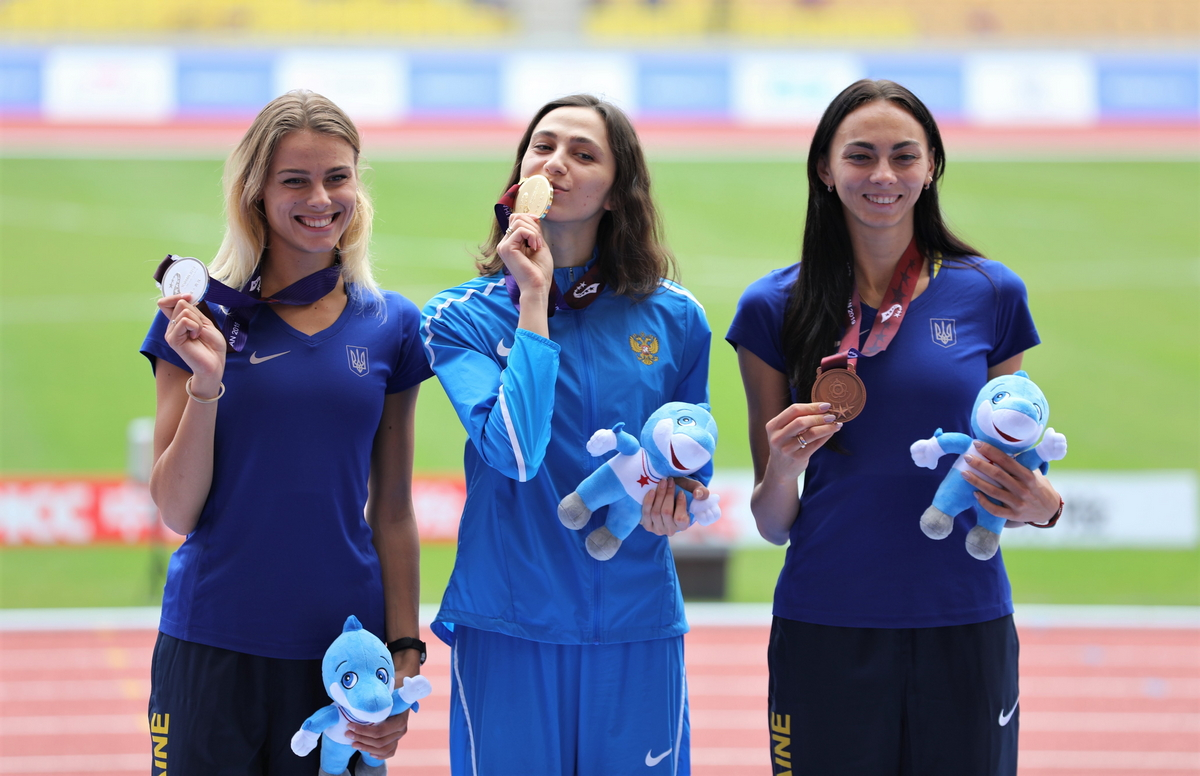
2019年

玛丽亚·亚历山德罗芙娜·拉西茨克涅（1993年1月14日—），婚前姓库奇娜，俄罗斯女子跳高运动员。她是2020年奥运会冠军和三届世锦赛冠军（2015、2017和2019年）。

## 生涯
她在2009年世界青年錦標賽首度亮相，她以1.85米在義大利人阿莱西娅·特罗斯特之後獲得银牌。她也在2009年歐洲青少年奧林匹克運動會和2009年世界中學生運動會獲得銀牌。
在2010年夏季青年奧林匹克運動會上，她也在田徑跳高項目上獲得金牌，成績1.89公尺。
其後，拉西茨克涅在2014年世界室內田徑錦標賽以及世界田徑錦標賽獲得金牌。
2015年，以2.01米的成绩赢得2015年世界田径锦标赛女子跳高金牌。
2016年，因為俄羅斯的禁藥醜聞，被禁止參加田徑比賽，她也因此無緣里约奧運會。
2017年，經過2016年因為俄羅斯被禁止參加田徑賽事之後，她在2017年4月2日獲得中立運動員身分，並在當年8月12日獲得2017年世界田徑錦標賽金牌，其成績2.03公尺。

## 国际赛成绩
| 年   | 賽事                     | 舉辦城市         | 名次     | 記錄   |
| ---- | ------------------------ | ---------------- | -------- | ------ |
| 2009 | 世界青少年田径锦标赛     | 意大利布雷萨诺内 | 第二名   | 1.85 m |
| 2009 | 歐洲青少年奧林匹克運動會 | 芬兰坦佩雷       | 第二名   | 1.85 m |
| 2010 | 夏季青年奥林匹克运动会   | 新加坡           | 第一名   | 1.89 m |
| 2011 | 欧洲室内田径锦标赛       | 法国巴黎         | 第九名   | 1.92 m |
| 2011 | 欧洲U20田径锦标赛        | 爱沙尼亚塔林     | 第一名   | 1.95 m |
| 2012 | 世界青年田径锦标赛       | 西班牙巴塞罗那   | 第三名   | 1.88 m |
| 2013 | 夏季世界大学生运动会     | 俄罗斯喀山       | 第二名   | 1.96 m |
| 2014 | 世界室内田径锦标赛       | 波兰索波特       | 第一名   | 2.00 m |
| 2014 | 欧洲田径锦标赛           | 瑞士苏黎士       | 第二名   | 1.99 m |
| 2014 | 钻石联赛                 | 钻石联赛         | 第一名   | 细节   |
| 2015 | 欧洲室内田径锦标赛       | 捷克共和国布拉格 | 第一名   | 1.97 m |
| 2015 | 欧洲U23田径锦标赛        | 爱沙尼亚塔林     | 第十二名 | 1.71 m |
| 2015 | 世界田径锦标赛           | 中国北京         | 第一名   | 2.01 m |
| 2015 | 钻石联赛                 | 钻石联赛         | 第二名   | 细节   |
| 2017 | 世界田径锦标赛           | 英国伦敦         | 第一名   | 2.03 m |
| 2017 | 钻石联赛                 | 钻石联赛         | 第一名   | 细节   |
| 2018 | 世界室内田径锦标赛       | 英国伯明翰       | 第一名   | 2.01 m |
| 2018 | 欧洲田径锦标赛           | 德国柏林         | 第一名   | 2.00 m |
| 2018 | 钻石联赛                 | 钻石联赛         | 第一名   | 细节   |
| 2019 | 欧洲室内田径锦标赛       | 英国格拉斯哥     | 第一名   | 2.01 m |
| 2019 | 世界田径锦标赛           | 卡塔尔多哈       | 第一名   | 2.04 m |
| 2021 | 夏季奥林匹克运动会       | 日本东京         | 第一名   | 2.04 m |

## 備注
1. ↑  俄語羅馬化：Mariya Aleksandrovna Lasitskene
2. ↑  俄语：，羅馬化：Kuchina

## 外部連結
- 瑪麗亞·拉西茨克涅在国际奥林匹克委员会的资料
- 瑪麗亞·拉西茨克涅在的頁面
- 瑪麗亞·拉西茨克涅的Instagram帳戶

| 奖项与成就                 | 奖项与成就                      | 奖项与成就 |
| -------------------------- | ------------------------------- | ---------- |
| 前任： Aníta Hinriksdóttir | 年度欧洲女子田径运动员新星 2014 | 繼任：     |